# Peter Engman

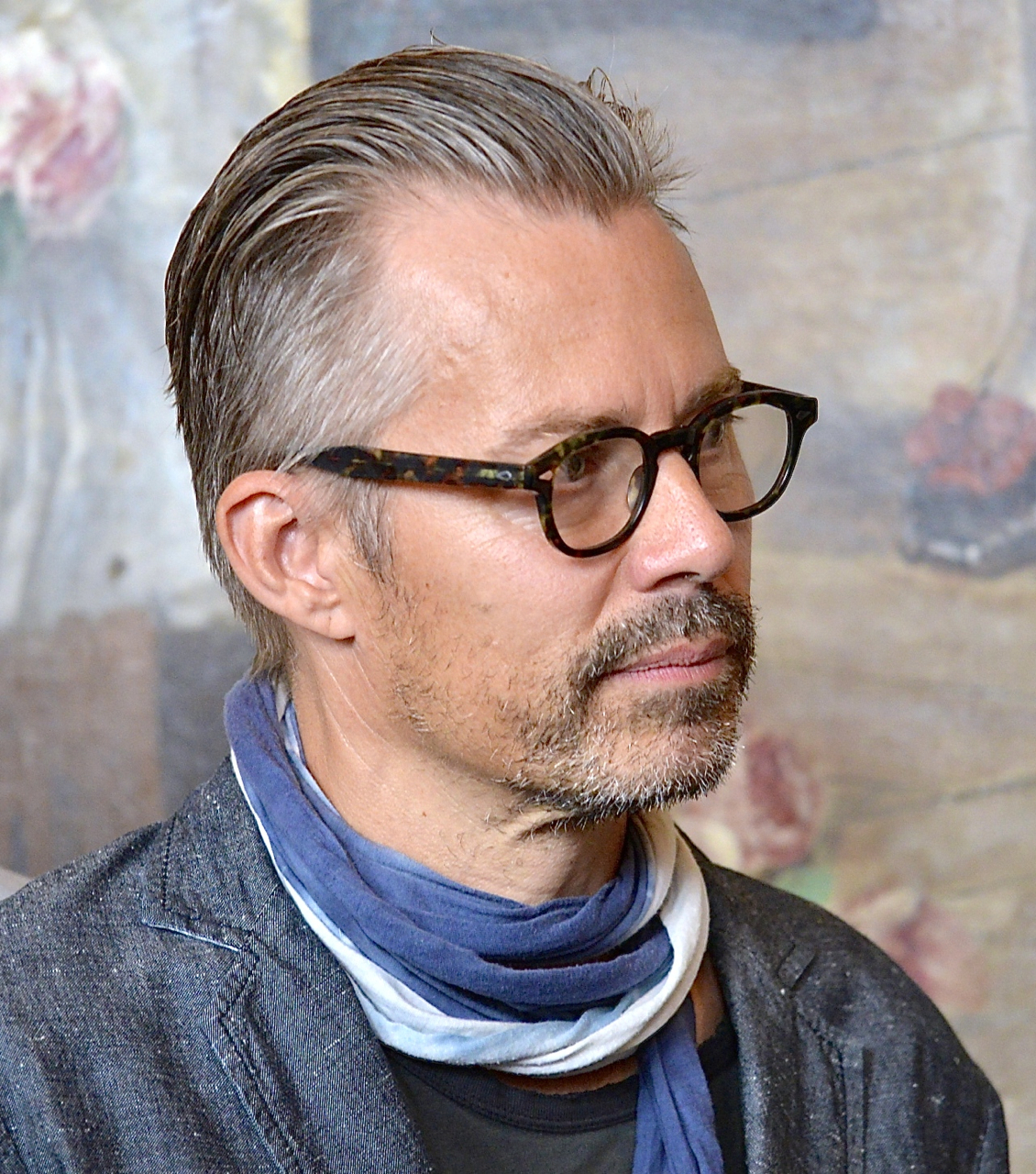
Peter Engman (2014)

Tony Peter Villiam Engman (*  24. September 1963 in Hallstavik bei Norrtälje, Provinz Uppsala län in Schweden) ist ein schwedischer Schauspieler. 

## Leben
Engman verbrachte seine Kindheit in Hallstavik, das in der schwedischen Region Roslagen liegt. Als ursprünglich gelernter Schweißer arbeitete er eine Zeitlang für das schwedische Metallunternehmen Holmens Bruk AB in Norrtälje in der Nähe seines Heimatortes. Anschließend zog er direkt in die benachbarte Stadt Norrtälje und später in den frühen 1980er Jahren weiter nach Stockholm. Dort war Engman bei verschiedenen Arbeitgebern in sehr unterschiedlichen Berufen beschäftigt, unter anderem als Lkw-Fahrer, Taxifahrer, Krankenpfleger, Briefträger und vieles mehr. In seiner Freizeit war er auch als Musiker und Songschreiber tätig und tourte mit der Punk-Band President Gas durch ganz Schweden. Die Band veröffentlichte gemeinsam auch einige Schallplatten mit ihrer Musik. 
Von 1990 an arbeitete er als Bühnenarbeiter an der Königlichen Oper Stockholm und am Königlich Dramatischen Theater und war dort auch als Kleindarsteller tätig. Engman versuchte nun regelmäßig weitere Auftritte zu bekommen, zunächst nur für kleinere Rollen an verschiedenen Theatern. Schließlich begann er von 1993 bis 1997 an der Theaterhochschule in Göteborg (Teaterhögskolan i Göteborg) zu studieren. Noch vor dem Ende seiner Schauspielausbildung bekam er 1995 eine Hauptrolle vom schwedischen Regisseur und Drehbuchautor Åke Sandgren in dem schwedischen Film Stora och små män. Durch diesen Filmauftritt erreichte Engman als Schauspieler seinen Durchbruch und wurde jetzt entsprechend wahrgenommen. Nach diesem Film und nach der erfolgreichen Absolvierung seiner Schauspielausbildung 1997, bekam er viele Angebote für weitere Hauptrollen bzw. wichtige Nebenrollen in schwedischen Film- und Fernsehproduktionen. Meist stellte er sympathische Charaktere dar, wie in dem Film Suxxess (2002) oder in der Fernsehserie Stora teatern (2002). 1998 bekam Engman vom schwedischen Theaterbund (Det svenske teaterförbundets) ein Daniel Engdahl-Stipendium.

## Filmografie (Auswahl)
- 1995: Stora och små män
- 1998: Saknad
- 1999: Insider
- 1999: Clinch
- 2000: Brottsvåg (Fernsehserie)
- 2000: Håkan Nesser – Das grobmaschige Netz (Det grovmaskiga nätet)
- 2001: Deadline – Terror in Stockholm (Sprängaren)
- 2001: Kommissarie Winter
- 2001: See Me
- 2001: En sång för Martin
- 2002: Disco Kung Fu
- 2002: Farbror Franks resa
- 2002: Skeppsholmen
- 2002: Stora teatern
- 2002: Suxxess
- 2003: Norrmalmstorg (Thriller)
- 2004: Min f.d. familj (TV)
- 2004–2005: Graven
- 2005: Storm
- 2006: Håkan Nesser – Moreno und das Schweigen (Moreno & tystnaden)
- 2006: Bei Einbruch der Dunkelheit (När mörkret faller)
- 2006: Kronprinzessin (Kronprinsessan)
- 2006: Mankells Wallander: Tod im Paradies (Wallander – Luftslottet)
- 2007: August
- 2009: Morden
- 2009: Verdict Revised – Unschuldig verurteilt (Oskyldigt dömd)
- 2010: Der Himmel ist unschuldig blau (Himlen är oskyldigt blå)
- 2010–2011: Hotell Gyllene Knorren (Fernseh-Weihnachtsserie)
- 2011: Två herrars tjänare